# Wanshan
För andra betydelser, se Wanshan (olika betydelser).
Wanshan är ett stadsdistrikt i Tongren i Guizhou-provinsen i sydvästra Kina.
1. ↑  http://www.geohive.com/cntry/CN-52_ext.aspx